# 王定远
王定远（?—?），唐朝宦官，在唐德宗时担任河东监军。
贞元十一年（795年）五月十八日，河东节度使李自良去世。行军司马李说与监军王定远合谋，密不发丧，将素得士心的都虞候张瑶准假，而有大将毛朝阳取代他担任都虞候。五月二十二日，监军王定远上奏请求唐德宗任命行军司马李说为留后。五月二十七日，德宗任命李说为河东留后，知府事。李说感激王定远，请求铸造监军的印信，监军有印信是由王定远开始的。
王定远依仗为李说立下功劳，专擅河东军政。调动将领，李说不能完全听他的意见，因此二人产生了嫌隙。王定远署虞候田宏为列将，以代大将彭令茵。彭令茵扬言：“超补列将，非功不可，宏有何功，敢代予任！”王定远于是拉杀彭令茵，将其尸体掩埋在马粪中，激怒了河东将士。李说向皇帝奏陈此事，德宗以王定远奉天扈從有功，恕死免官。詔书未至，王定远听说此事，去见李说，拔刀要刺杀他，李说逃脱，得以幸免。王定远驰至府门，将各将领召集，拿出箱中存放着的敕书和与告身二十多通，给大家看，说：“我这里带着敕书，命李说前往长安，任命行军司马李景略为留后，诸位全都升官。”大家都跪拜。大将马良辅偷偷向箱中看去，发现箱中放的是王定远的告身和他所接受的敕书，于是对大家说：“敕书和告身都是假的，大家不能接受啊。”王定远知事败，跑出去登上乾阳楼，招呼他的部下，部下无人答应，他在翻越城墙时摔了下来，被枯树枝戳伤差点死去。李說盡斬同謀之人。七月初一，河东监军王定远配流崖州。